# Termit

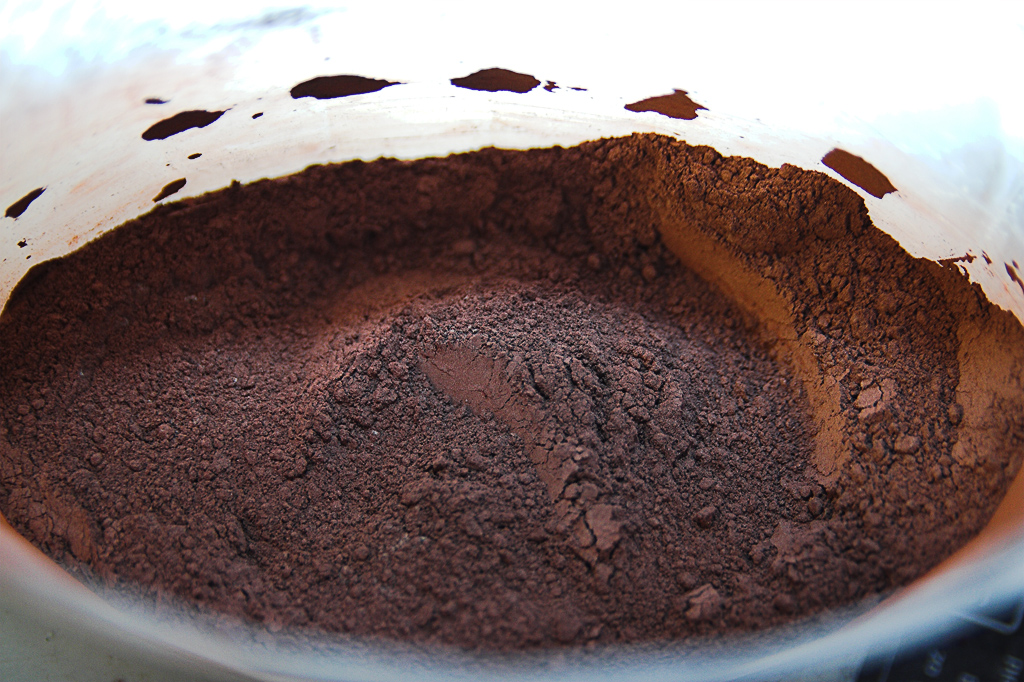
Aspectul unui termit obținut cu oxid de fier (III)

Termitul este un amestec stoechiometric sub formă de pulbere, format din oxid de fier (III) și aluminiu, însă pot exista și alți componenți, precum magneziu, titan, zinc, etc. Când ia foc, acest amestec suferă o reacție exotermă de oxido-reducere puternică. Majoritatea varietăților de termit nu sunt explozive și sunt folosite în aluminotermie:
Fe2O3  +  2 Al   →   2 Fe  +  Al2O3